# Torino Calcio Femminile Salumi Beretta 1993-1994
Questa voce raccoglie le informazioni riguardanti il Torino Calcio Femminile Salumi Beretta nelle competizioni ufficiali della stagione 1993-1994.

## Organigramma societario
Area direttiva
- Presidente: Emilio Sciutto
- Vice presidente: Tiziana Begnelli

Area organizzativa
- Segretario generale: Franco Ciravegna
- Direttore generale: Cosimo Bersano
- Tesoriere: Sabrina Esposito

Area tecnica
- Allenatore: Cosimo Bersano

## Rosa
Rosa aggiornata all'inizio della stagione.
| N. |                   | Ruolo | Calciatrice         |
| -- | ----------------- | ----- | ------------------- |
|    | Italia (bandiera) | C     | Antonella Bianco    |
|    | Italia (bandiera) | P     | Susy Cadamuro       |
|    | Italia (bandiera) | C     | Antonella Carta     |
|    | Italia (bandiera) | D     | Noemi Calavita      |
|    | Italia (bandiera) | A     | Faniana Correra     |
|    | Italia (bandiera) | C     | Marina Diano        |
|    | Italia (bandiera) | A     | Isabella Costanzo   |
|    | Italia (bandiera) | C     | Antonella Gragliano |
|    | Italia (bandiera) | A     | Carla Giorgetti     |

| N. |                   | Ruolo | Calciatrice           |
| -- | ----------------- | ----- | --------------------- |
|    | Italia (bandiera) | A     | Rosaria Iannuzzelli   |
|    | Italia (bandiera) | D     | Luisa Marchio         |
|    | Italia (bandiera) | D     | Daniela Marocco       |
|    | Italia (bandiera) | D     | Antonietta Marrazza   |
|    | Italia (bandiera) | C     | Luciana Moazzarella   |
|    | Italia (bandiera) | D     | Elisa Miniati         |
|    | Italia (bandiera) | D     | Severina Noviello     |
|    | Italia (bandiera) | C     | Dolores Prestifilippo |
|    | Italia (bandiera) | D     | Mara Zamburlin        |